# Journal of X-ray Science and Technology
Het Journal of X-ray Science and Technology (ook Journal of X Ray Science and Technology) is een internationaal, aan collegiale toetsing onderworpen wetenschappelijk tijdschrift op het gebied van de natuurkunde. De naam wordt in literatuurverwijzingen meestal afgekort tot J. Xray Sci. Technol. Het wordt uitgegeven door IOS Press en verschijnt 4 keer per jaar. Het eerste nummer verscheen in 1989.